# Torneo WTA de Shenzhen 2017
El Shenzhen Gemdale Open 2017 fue un evento de tenis de la  WTA International. Se disputó en Shenzhen (China), en cancha dura al aire libre, formando parte de un par de eventos que sirven de antesala al Abierto de Australia 2017, entre el 2 de enero y el 8 de enero de 2017 en los cuadros femeninos de singles y dobles.  La etapa de clasificación se disputó desde el 1 de enero.

## Cabezas de serie

### Individuales femeninos
| Tenista              | Ranking | Preclasificada |
| Agnieszka Radwańska  | 5       | 1              |
| Simona Halep         | 4       | 2              |
| Johanna Konta        | 10      | 3              |
| Timea Bacsinszky     | 15      | 4              |
| Tímea Babos          | 28      | 4              |
| Anastasija Sevastova | 34      | 6              |
| Monica Niculescu     | 38      | 7              |
| Alison Riske         | 39      | 8              |

- Tabla clasificatoria del 26 de noviembre de 2016

### Dobles femeninos
| Tenista                       | Ranking | Preclasificada |
| Raquel Atawo Xu Yifan         | 41      | 1              |
| Andrea Hlaváčková Peng Shuai  | 52      | 2              |
| Raluca Olaru Olga Savchuk     | 137     | 3              |
| Simona Halep Monica Niculescu | 143     | 4              |

## Campeonas

### Individuales femeninos
Kateřina Siniaková venció a  Alison Riske por 6-3, 6-4

### Dobles femenino
Andrea Hlaváčková /  Shuai Peng vencieron a  Raluca Olaru /  Olga Savchuk por 6-1, 7-5